# Altolamprologus
Altolamprologus – rodzaj słodkowodnych ryb okoniokształtnych z rodziny pielęgnicowatych (Cichlidae).

## Występowanie
Gatunki endemiczne jeziora Tanganika w Afryce.

## Klasyfikacja
Gatunki zaliczane do tego rodzaju:
- Altolamprologus calvus (Poll, 1978)
- Altolamprologus compressiceps (Boulenger, 1898)
- Altolamprologus fasciatus (Boulenger, 1898)

Gatunkiem typowym rodzaju jest Lamprologus compressiceps.

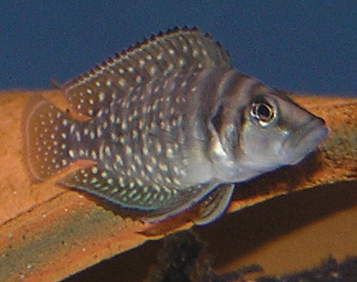
Altolamprologus calvus